# ボサノバカサノバ
BOSSANOVA CASSANOVA（ボサノバ・カサノバ）は、SHO1（ショーイチ）と吉澤秀人による日本の音楽ユニット。
ジャンル　自称：YAOR（イエローAOR）Tacoske R&R Love Syndicateレコーズ専属。愛称は「ボサカサ」。正式記載表記はアルファベットの大文字で「BOSSANOVA CASSANOVA」カタカナの場合「ボサノヴァ・カサノヴァ」が正しい。しかし商業的に明解に「ボサノバカサノバ」と使用している。年間およそ100本のライヴをこなす傍、音楽プロデュースを始め、様々なアーティストへの楽曲提供・ライブサポートを行い、ラジオパーソナリティとしても活動している。

## 経歴
SHO1：群馬県前橋市在住（2025年現在）。群馬県立前橋工業高校金属工業科在学中、主にギター弾き語りスタイルにて活動。主にさだまさし、松山千春、井上陽水などの第二次日本フォーク世代のカヴァーを嗜み、地元のライヴイベントなどに参加。のちに吉澤のバンド「地球塵（ちきゅうじん）」に香川誠が脱退後、加入。
吉澤秀人：群馬県前橋市出身。現在は神奈川県藤沢市在住（2022年現在）。群馬県私立東京農大ニ高在学中は中学時代の友人（石田修身、原田雅俊）らとチューリップのコピーバンド「地球塵（ちきゅうじん）」を結成。主なメンバーにはROGUEのギタリスト香川誠（当時ドラムス）がいた。ちなみにSHO1はROGUEの奥野敦士（VO,G）と高校三年間同じクラスであったのは記すまでもない。
SHO1と吉澤は、時同じくして別の場所にてバンド活動。SHO1はオフコース、PINK CLOUDなどのカヴァーバンド「４×４（フォーバイフォー）」を栃木県私立足利工業大学機械工業科在籍中に結成。吉澤秀人は神奈川県私立横浜商科大学在籍中にCHARなどさまざまなカヴァーバンドを渡り歩き、後に東京のロックバンド「モダングレイ」（メジャーデビューした？）のベースを担当。
　
SHO1　大学を卒業後に県内の企業で働きながら、本格的にソロ活動を開始。当時周りのミュージシャンはカヴァー演奏が流行するにも、自分はオリジナルで勝負したいとシンガーソングライターとして創作活動、及び編曲を独学しはじめる。同じ頃、当時、神奈川県にいた吉澤秀人もSHO1と同じくオリジナル曲を「ひとり多重録音」に勤しむ。
SHO1　当時コミュニティFMの先駆けとなるFM西武のジングルや貴局レギュラー番組も担当。SHO1の当時好きだった、さだまさしなどのトークの影響からか、その頃から喋りの才能の頭角を現してきている。
SHO1と吉澤　お互い高校を卒業後、音信不通だったふたりだったが、SHO1が当時演っていた「ひとりアカペラライヴ」のゲストに吉澤秀人を呼んだことが後のボサカサの結成のきっかけとなった。その時、一緒に演った曲は、PINK CLOUD「SWEET MY BABY」、佐野元春「情けない週末」。これをきっかけに、お互いのオリジナル曲を聴かせ合うようになる。これは吉澤も当時カヴァー曲を演奏するのにも飽きており、オリジナル曲を創作していたことが「時同じくして別の場所で相重なったということが不思議な縁だった」とその後、SHO1は語っている。
1988年7月7日、現在のメンバーであるSHO1（田村庄一）と吉澤秀人の２人にて「BOSSANOVA CASSANOVA」結成。結成当時のグループ名称は「庄一と秀人」。ファーストカセットアルバム「SEA SIDE SHE SAID」リリース。瞬く間に地元界隈にて完売。同年　クリスマス限定カセットアルバムをリリース。
彼らの共通の友人であった石田修身（パーカッション）を迎え、２本組セカンドカセットアルバム「ISONO」リリース。
サードカセットアルバム「DONA-DONA」リリース。後の「キューピー」に収録される「ボサカサショー」の前身とも取れる「ボサカサショー」が収録されている。その頃、群馬を拠点とするオルタナティブロックバンド「キタマクラ」のメンバーだった、それもまたよし（道木正之（BASS）） をヘッドハンティング。
ライヴカセットアルバム「ボサカサ（通称：キャラメル）」（前橋ガーシャレーベル）よりリリース。メンバーも増え、この頃から、ライヴの拠点を関東全域に伸ばす。主な定期ライヴ出演は「渋谷TAKE OFF 7」「前橋ガーシャ」。前橋ガーシャでは徐々に動員を増やしながらメインバンドとなる。
巷で「アマチュアコンテスト荒らし」と呼ばれる。YAMAHA、KAWAI、または、FM群馬「ロッカーズ」などにも選抜され数々のおいしい伝説を残す。同年、リクルート主催のアマチュアコンテストにて優勝。メジャーデビューへの切符を手にする。その手引きをしてくれたのが元（有）パパラギ代表取締役の神田道広（通称：ピューピュー道広）である。
神田とボサカサの出会い。神田は群馬県前橋市の「夢スタジオ」の第一回アマチュアバンドコンテストの審査委員長。そのコンテストで優勝したのがボサカサだった。神田は当初審査委員長をする者が欠席になり、その代役だった。まさにボサカサと神田の「運命の出会い」となる。その打ち上げの席で神田はSHO1に「うちの主催する東京のコンテストに出てみないか」と声をかける。そして前記「リクルート主催　バンドバッカース」アマチュアバンドコンテストにておよそ１０００組の中から奇跡的に優勝を果たす。
1994年3月   石田修身、それもまたよし　脱退。 1994年4月21日、「恋のゆくえ」でイースタンゲイルから現在のメンバーにてメジャー・デビュー。販売元 ビクターエンタテインメント。1995年  森山良子の旦那経営の「メタフォーン」に移籍。
2000年からパパラギレコード所属。販売元「夢街名曲堂」。2012年　パパラギレコード閉業。SHO1　1984年以来休んでいたDJを再開。地元群馬や静岡などでDJとしても活躍している。また、吉澤はソロとして数々のミュージシャンのサポートとしても活躍中。2018年　SHO1 自身の事務所及びレコードレーベル設立（蛸助　Tacoske R&R Love Syndicate.　Tacoske Records）

## メンバー
Sho1（ショーイチ）
棟梁、ボーカル、ギター。群馬県前橋市出身。4月4日生まれ、愛称「しょうちゃん」「しょういち」など。吉澤はSHO1を「しょうべえ」「たむたむ」と呼ぶ。「歌を唄えば女が騒ぐ　歌をやめれば事務所が騒ぐ」2015年から群馬県前橋市市内にて「日本一良心的なぼったくりバー」と称してライヴナイトサパー「MUSICAFE　BEE　HAPPY」経営。愛称は「艦長」。
吉澤 秀人（よしざわ ひでと）
親方、ボーカル、ギター。群馬県前橋市出身。3月24日生まれ、愛称「ひでくん」。SHO1は吉澤を「ひでひで」「髭旦那」と呼ぶ。「ギター持たせりゃ朝までOK　ギターはずせばナマケモノ」「北関東で3本の指が入るギタリスト」と名高い。

## ディスコグラフィ

### アルバム
1. TRIP（1994年8月24日、イースタンゲイル）
2. SECOND KISS（1995年7月21日、イースタンゲイル）
3. Jazzy Blue（1995年11月22日、イースタンゲイル）
4. Island of the Blessed（1996年7月24日、ビクターエンタテインメント）
5. natural（1997年7月24日、ビクターエンタテインメント）
6. Kewpie（2002年1月1日、パパラギレコード）
7. √2（2004年7月7日、パパラギレコード）
8. SUSTAINABILITY（2004年12月16日、パパラギレコード）
9. THE VERY BEST OF BOSSANOVA CASSANOVA（2008年6月21日、パパラギレコード）
10. OIAUE（2010年7月7日、パパラギレコード）
11. LOVE 'N' LOVE（2018年4月4日、タコスケレコーズ）
12. Verãohologram（2023年9月9日、タコスケレコーズ）12th
13. Double Distilleries (Amalfi)（2023年10月1日、タコスケレコーズ）セレクションアルバム
14. Double Distilleries (Corleone)（2023年10月2日、タコスケレコーズ）セレクションアルバム

### シングル
1. 恋のゆくえ（1994年4月21日、イースタンゲイル）
C/W - 真夏の太陽
2. 思い出にならない（1994年8月3日、イースタンゲイル）フジテレビ月９ドラマ「君といた夏」挿入歌。
3. LADY LAYLA（1995年1月25日、イースタンゲイル）ヘレンカーティスプログラムシャンプーテレビCMソング
C/W - 涙のノーマ・ジーン
4. Be Happy（1995年5月24日、イースタンゲイル）
かざあなダウンタウンの番組テーマ曲として使用された。
C/W - I Will Make Love To You
5. 夏の日の"JODY"（1995年8月23日、イースタンゲイル）
C/W - TELL ME WHY
6. 花を買って帰ろう（1997年1月22日、ビクターエンタテインメント）高島屋テレビCMソング
C/W - 風の午後
7. 午前0時のメリーゴーランド（1997年6月21日、ビクターエンタテインメント）
C/W - 一緒に暮らそう
8. 夏のリビエラ（1996年7月24日、ビクターエンタテインメント）大滝詠一公認カヴァー曲。編曲　井上鑑。
C/W - For Your Love
9. IT’S ONLY YOU, THAT I LOVE（1997年10月22日、ビクターエンタテインメント）
C/W - 彼女のクセ
10. ひとりじゃない（1998年7月23日、ビクターエンタテインメント）FM静岡（K MIX）ヒットチャート13週連続１位樹立。キロロ「長い間」の12週連続１位を抜く。
C/W - 泣いていいよ
11. 花（2000年9月14日、パパラギレコード）
C/W - 月と星、僕ノ彼女ハ左キキ
12. 全裸～ヌード～（2002年7月20日、パパラギレコード）
C/W - 恋風、針のない時計
13. PRAY FOR THE PEACE（2002年11月15日、パパラギレコード）静岡第一テレビクリスマス公式ソング。
C/W - 花
14. ひとりじゃない（2003年5月21日、パパラギレコード）
C/W - 風の午後、涙がこぼれる夜だから、岩魚『ボサカサ・ショー』
15. 今夜はふたり水入らず（2005年11月5日、パパラギレコード）
この曲は彼らがDJを担当しているK-MIXのWEEKEND ヤッホー!!内の企画から生まれた。オリコンインディーズチャート全国８位までになる。
C/W - NITE BOSE
16. 花（2006年3月14日、パパラギレコード）
C/W - 夜桜
17. Summer Radio Summer（2006年7月22日、パパラギレコード）
C/W - Tell Me Why、Sherry
18. GYPSY BLEU（2006年10月21日、パパラギレコード）
C/W - 爪紅のラヴ・レター、TUBERIDING
19. 星の数ほど抱きしめて（2009年7月7日、パパラギレコード）
静岡県内のエステサロン「アートビューティ」のCM曲として使用。
C/W - 39 MY LOVE、NANA
20. 広瀬川ろまん（2017年、タコスケレコーズ）FM群馬のレギュラー番組「ボサノバカサノバのちょっとソコまで」で前橋のご当地ソングを作る企画が持ち上がりリスナーから歌詞を募集してSho1が１つの歌詞にまとめた。作曲は吉澤秀人。編曲　Sho1。一時期、前橋弁天通り商店街から声がかかり、群馬県庁内にてしばらく流れていたが、いつも間にか流れなくなっている。因みに群馬県はそれに関わる権利や管理を有耶無耶にしていた。それは問題である。
21. さよならはいわない（2021年、タコスケレコーズ）
22. 渚のドライヴウヱイ〜single version〜（2022年10月10日、タコスケレコーズ）Sho1が愛してやまない石川県羽咋市にある「千里浜渚ドライブウエイ」をテーマにした石川県ご当地ソング。

## 出演番組

### ラジオ
メンバーの出身地である群馬県の他に、静岡県のFMラジオ放送局でも長年に渡って番組を担当していた。また、20世紀末から21世紀初頭にかけて兵庫県のラジオ関西のオープニングとクロージングテーマを提供、歌唱していたこともある。
現在
2019年4月現在。（2022年休止中）
- ボサノバカサノバSHO1の〜ギリギリアウト！〜（2018.9〜現在）共演・神宮八重、おっきりこみぞー（下仁田ウェブラジオ）

過去
- ボサノバカサノバ〜うーんFEEL SO GOOD〜（FM石川）
- ボサノバカサノバのセカンドキッス（FM富士）
- ボサノバカサノバ　タイトル不明（文化放送）
- ボサノバカサノバのレインボープールサイド（FM東京）全国１９局ネット
- ボサノバカサノバ MUSIC シュラスコ（FMぐんま）
- ボサノバカサノバ～今夜はフリー・フォー・オール（K-MIX）
- ボサノバカサノバ・LoungeAffair[1]（K-MIX）
- 世界!××なめちょめ（K-MIX）西岡ぽんち・るーじ名義
- 初老無情の響きあり（K-MIX）初老太郎・次郎名義、パーソナリティ番組ディレクター久保田克敏
- ボサノバカサノバ   グレートギャッピー（K-MIX) パーソナリティ廣木弓子
- ボサノバカサノバのフォー・ユア・ラブ（FM AICHI）
- K-MIX WEEKEND ヤッホー!!（K-MIX、2003年4月-2013年3月30日・土曜11:00-12:55）共演・久保ひとみ
- FRIDAY CAFE（FMぐんま）パーソナリティ SHO1、織田亜希子（2006.10~2010.7)、高橋友希（2010.7~2011.3）
- ゴールド７２（FMぐんま）パーソナリティ SHO1、旭夏子（2009.9~2010.9）
- ボサノバ・カサノバの ちょっとソコまで[2]（FM群馬）パーソナリティ　里村衣美、坐間妙子（FMぐんまアナウンサー）2011.4~2012.8 　山岸あきか（2012.8~12)   池田めぐみ（2013.4~2014.3）

### テレビ
過去
- 静岡○ごとワイド（静岡第一テレビ）
- サンタドリーム（静岡第一テレビ）